# قبایل شرارات
قبایل شرارات (که اعضای آن شراری نامیده می‌شوند) از قبیله‌های قدیمی و معروف قضعه هستند که یکی از بزرگ‌ترین قبایل با قومیت قبیله ای قوی در شمال شبه جزیره عربستان به‌شمار می‌روند.
قبایل شرارت به چهار قبیله اصلی تقسیم می‌شوند: الحلسا، الدبعین، الفولیحان و العظام و بسیاری از شاخه‌ها، تیره‌ها، ران‌ها و تیره‌ها به آنها تعلق دارند.